# Charles de Hémard de Denonville
Charles de Hémard de Denonville (Beauce, 1493 – Le Mans, 23 agosto 1540) è stato un cardinale e vescovo cattolico francese.

## Biografia
Nacque a Beauce nel 1493.
Papa Paolo III lo elevò al rango di cardinale nel concistoro del 22 dicembre 1536.
Morì il 23 agosto 1540 all'età di 47 anni.